# カール・フレデリク・ヒル
カール・フレデリク・ヒル（Carl Fredrik Hill、1849年5月31日 - 1911年2月22日）は、スウェーデンの風景画家である。フランスで活動するうちに精神障害に罹り、その後は精神病院などで療養した。近年、病気中の作品にも興味が持たれた。

## 略歴
ルンドに生まれた。父親は大学の数学教授であり、息子が画家になるのに反対した。スウェーデン王立美術院で学んだ後、フランスに渡り、1874年夏にコローらバルビゾン派の画家が過ごしたバルビゾン村に滞在し彼らに影響を受けた。その後4年間、サロン・ド・パリに出品するが落選を繰り返し、2作が入選しただけであった。
恋人の死や父親の死などがあり、精神的に不安定となり、夜中に叫び声を上げたり、青と黄色で奇妙な絵を描くのに驚いた友人によって1878年2月に精神病院に連れていかれた。精神障害の診断を受け、友人の世話でスウェーデンに帰国し、その後はルンドの病院などで療養をし、後に自宅で28年間、母親と妹に看護された。
没後、その作品が知られるようになり、作品はスウェーデン国立美術館、イェーテボリ美術館、ヴァルデマシュウッデ美術館などが所有し、特にマルメ美術館のコレクションが知られている。20世紀の後半になって、精神障害に罹った後の作品も研究する研究者もあった。

### 風景画

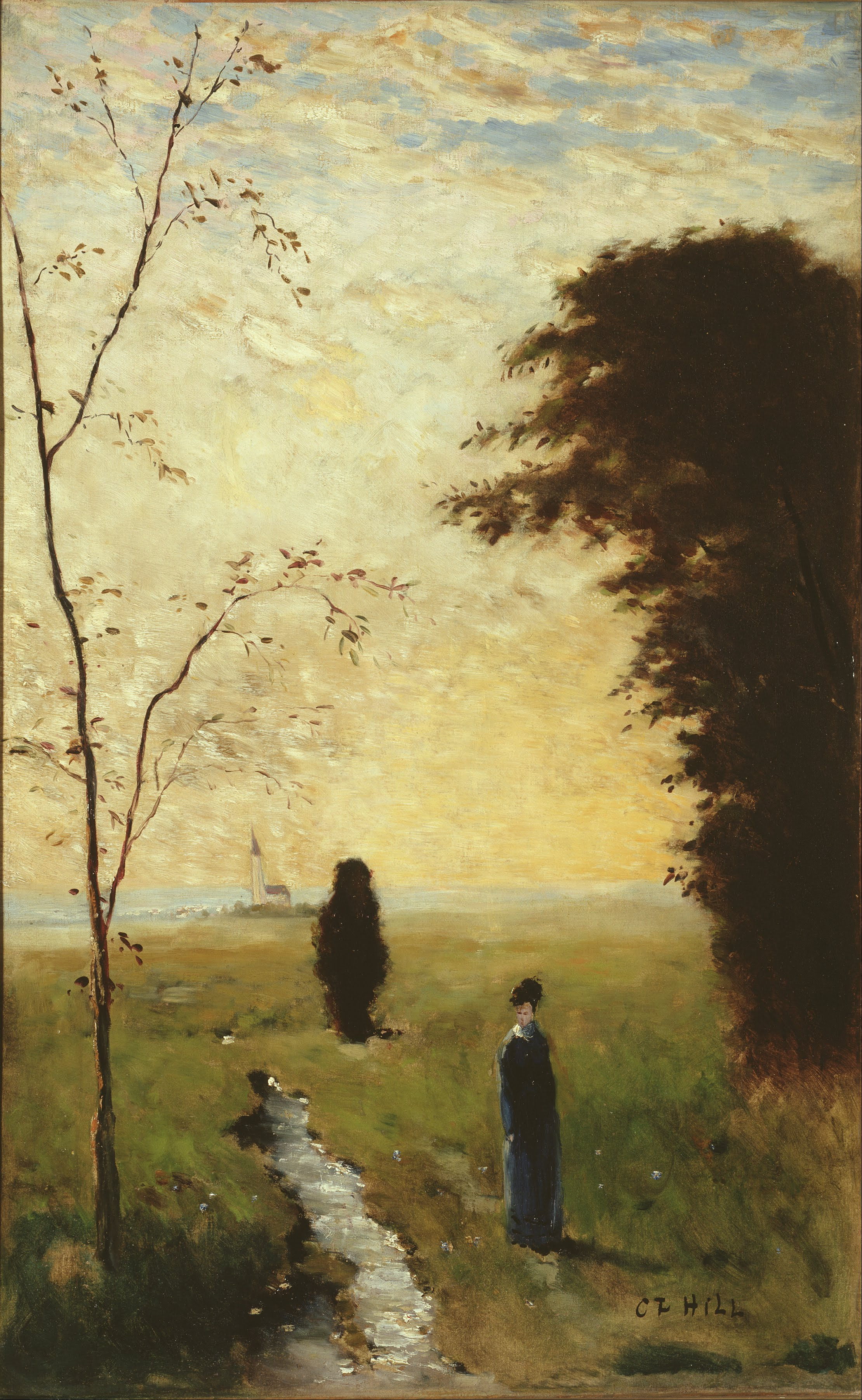
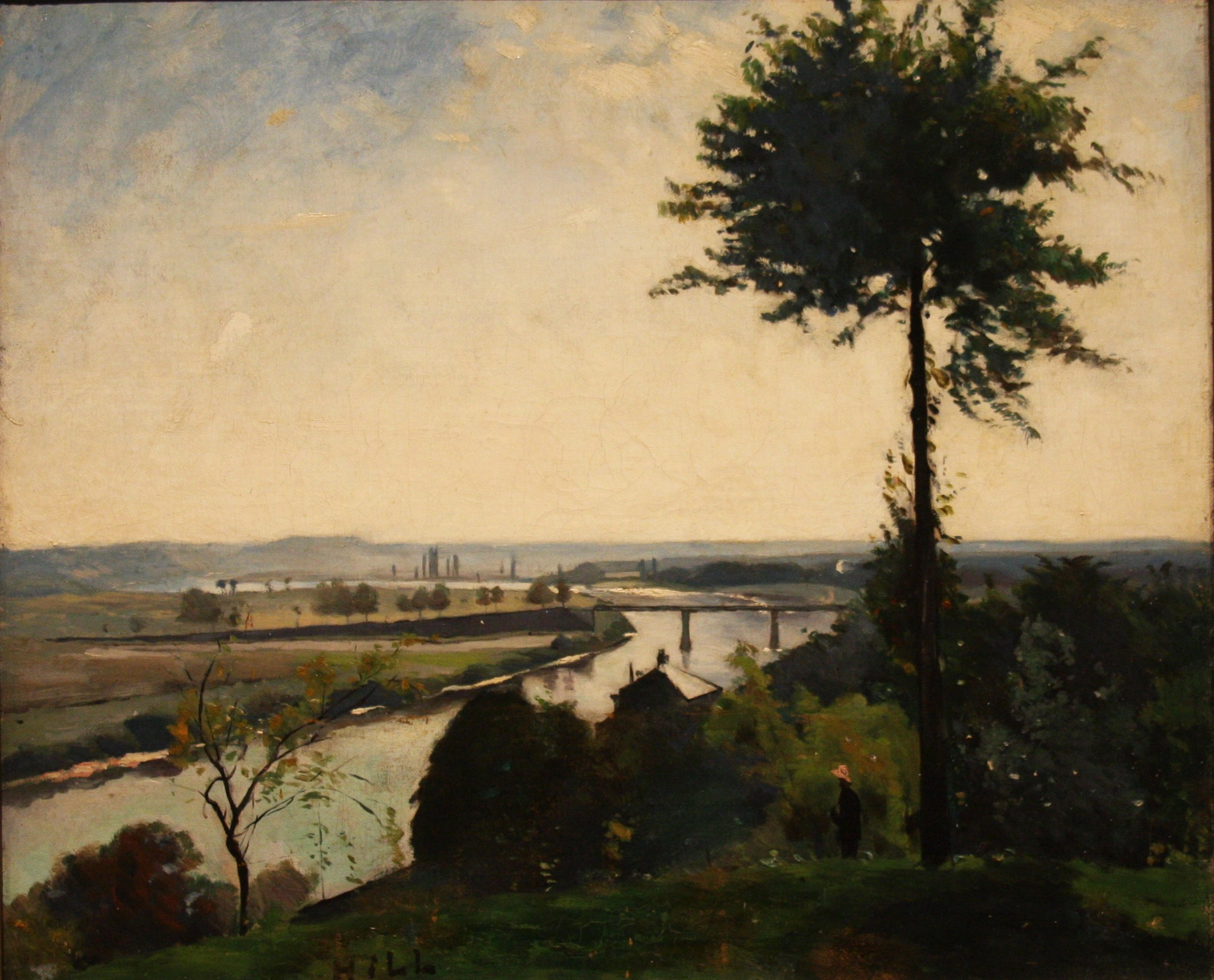
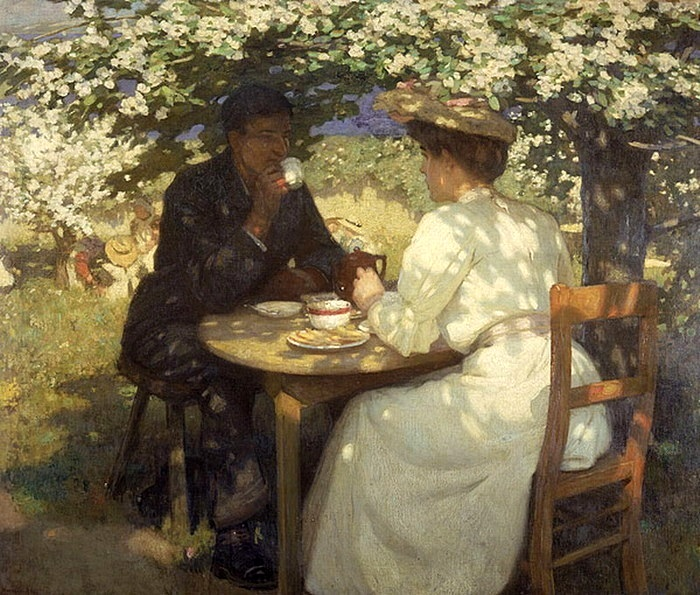

### 発症後の絵画

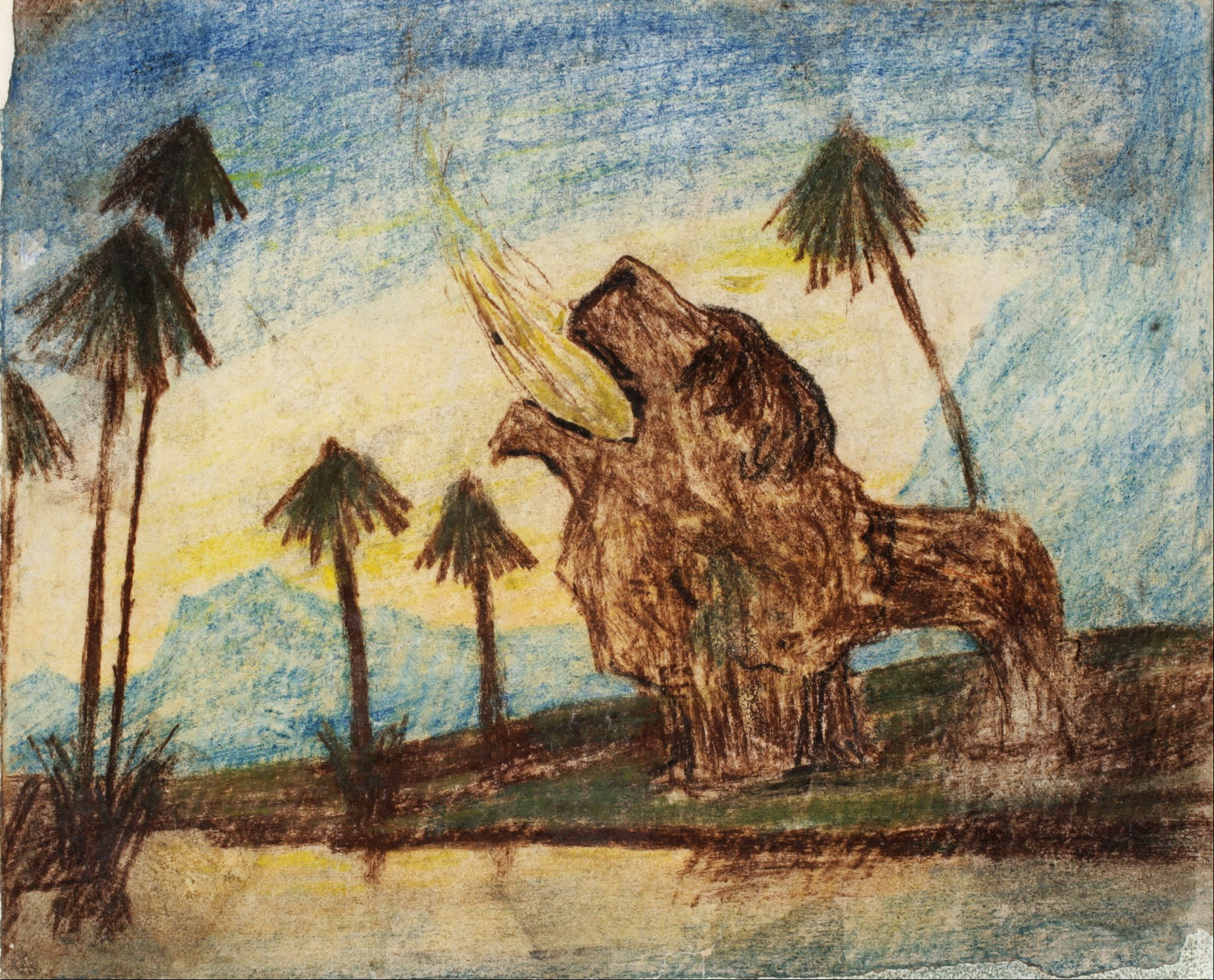
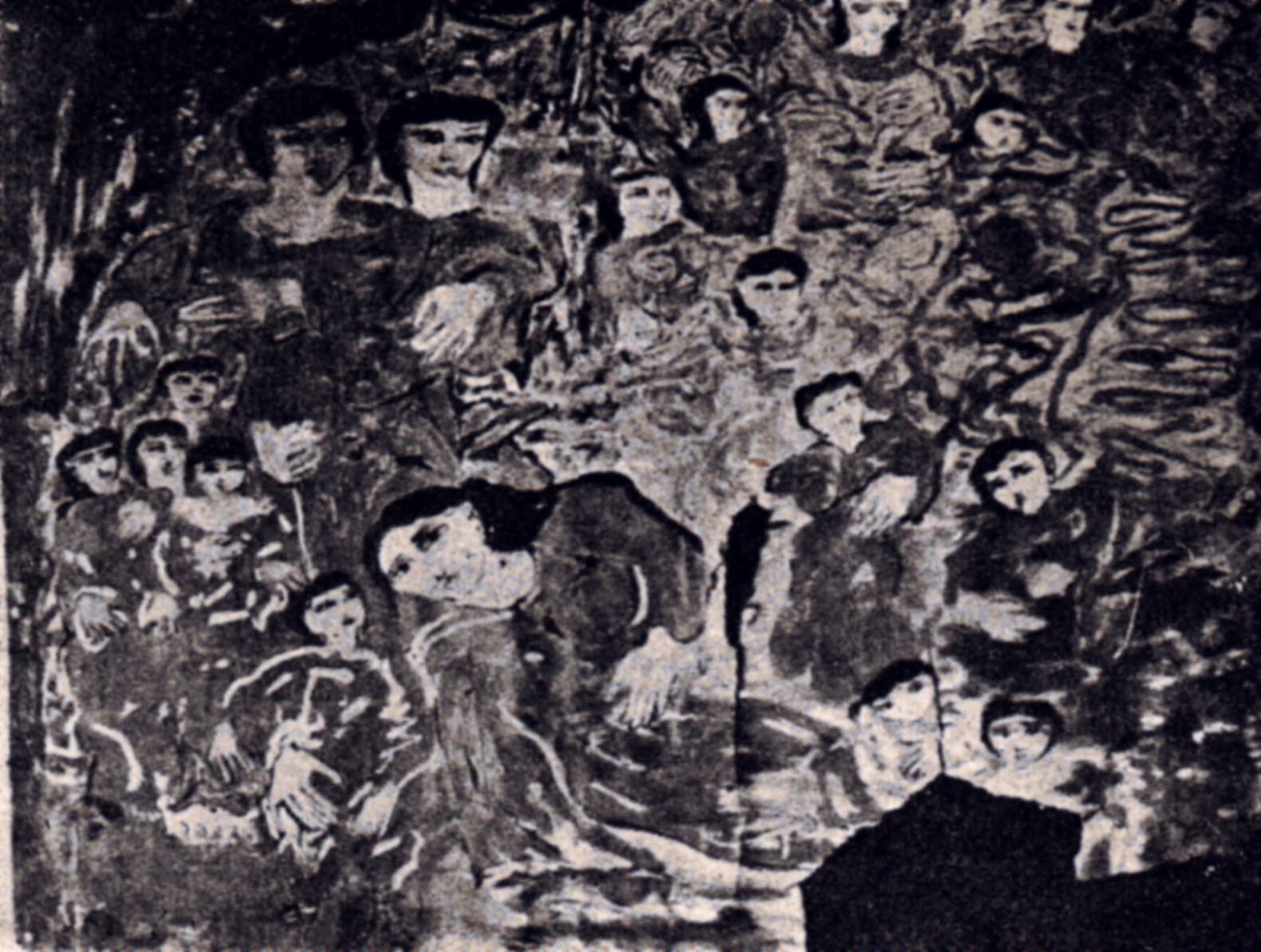
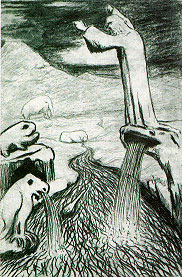